# Szakonyfalu
Szakonyfalu (em esloveno: Sakalovci; alemão: Eckersdorf) é um município da Hungria, situado no condado de Vas. Tem 11,19 km² de área e sua população em 2015 foi estimada em 351 habitantes.